# Ehemalige Route nationale 9 (Luxemburg)
Die Nationalstraße 9 oder N9 war bis Ende 1995 eine luxemburgische Nationalstraße auf dem Gebiet der Kantone Mersch und Diekirch. Sie verlief von Bierschbech durch das Tal der Alzette über Nommern-Kruchten bis nach Colmar-Brücke (Gemeinde Colmar-Berg).
Die heutige  und auch die N  verlaufen sehr nah an der Trasse der alten Nationalstraße  9 und heutigen CR 123.
Die N9 hatte eine Länge von ca. 10,998 km.

## Historischer Verlauf
- Von den 1940er Jahren an hatte die Straße von Bierschbech nach Colmar-Berg die Nummer N7A; mit der Umklassifizierung von Teilen des staatlichen Straßennetzes im Mai 1958 erhielt sie jedoch die neue Nummer N 9[2];
- Die N 9 hat noch bis Ende 1995 bestanden, ehe sie dem Chemin repris CR zugeschlagen und damit herabgestuft wurde[3].

## Bildergalerie

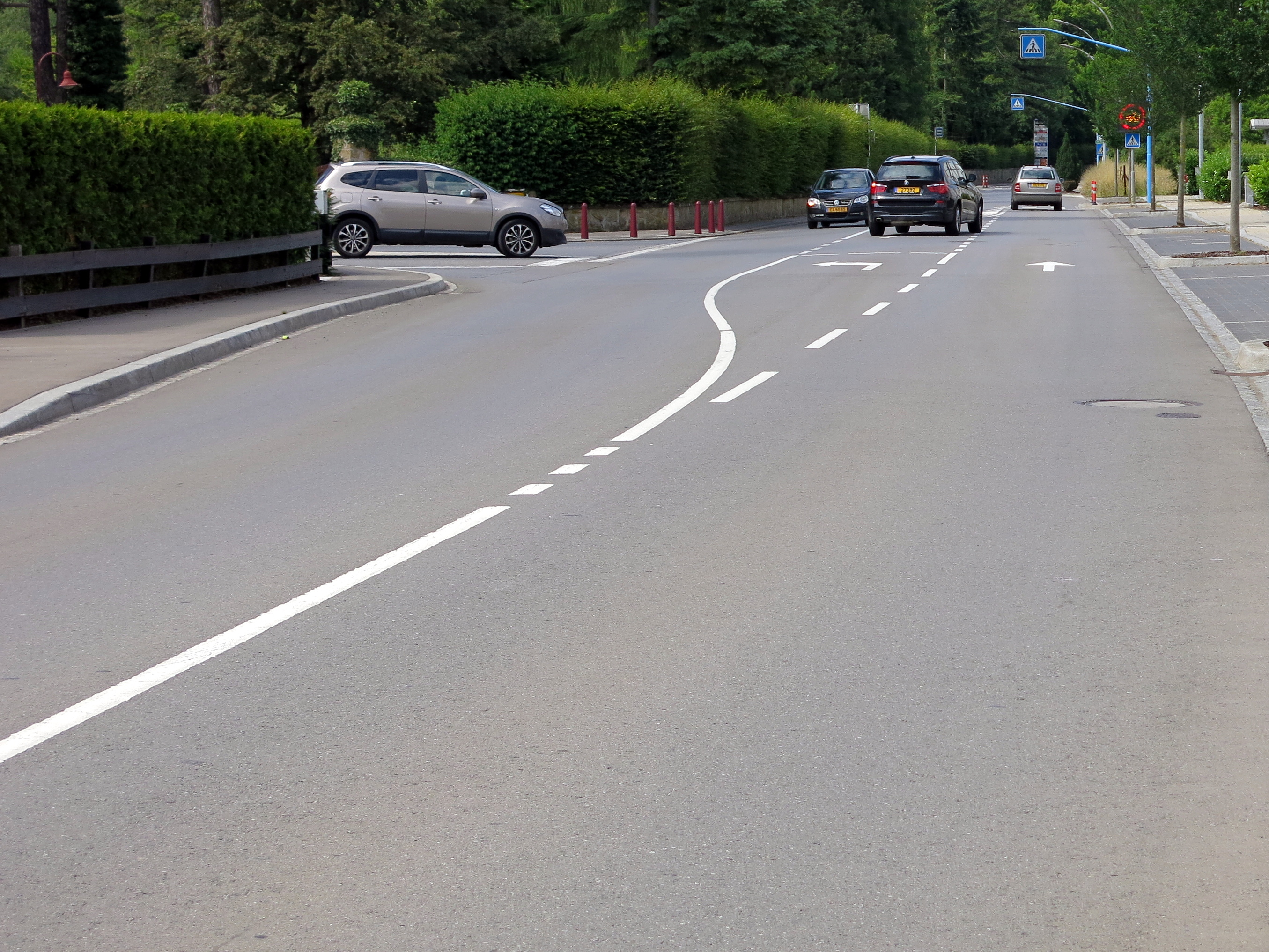
die Rue Basse in Stenisel,
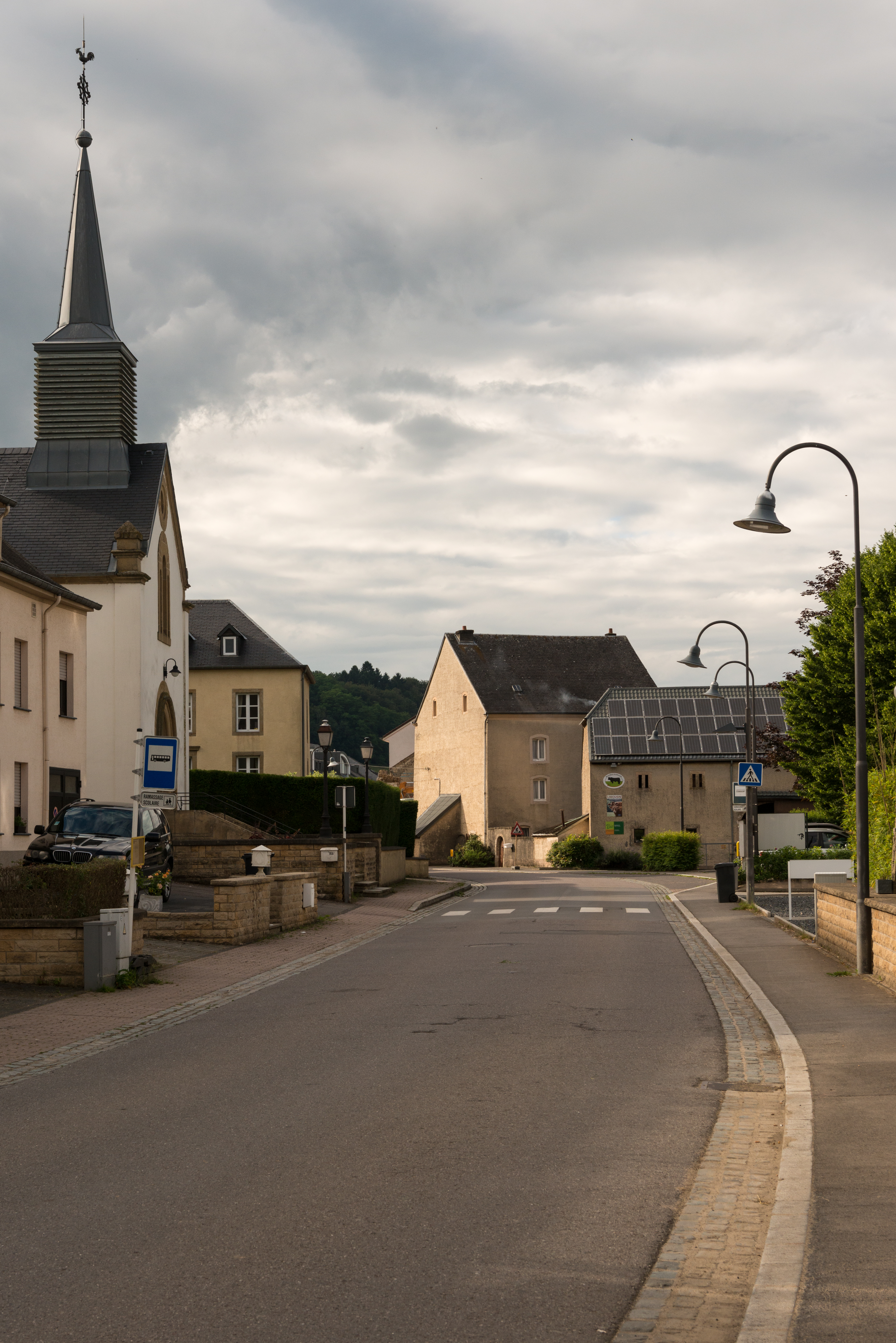
die Merscher Straße in Gosseldingen
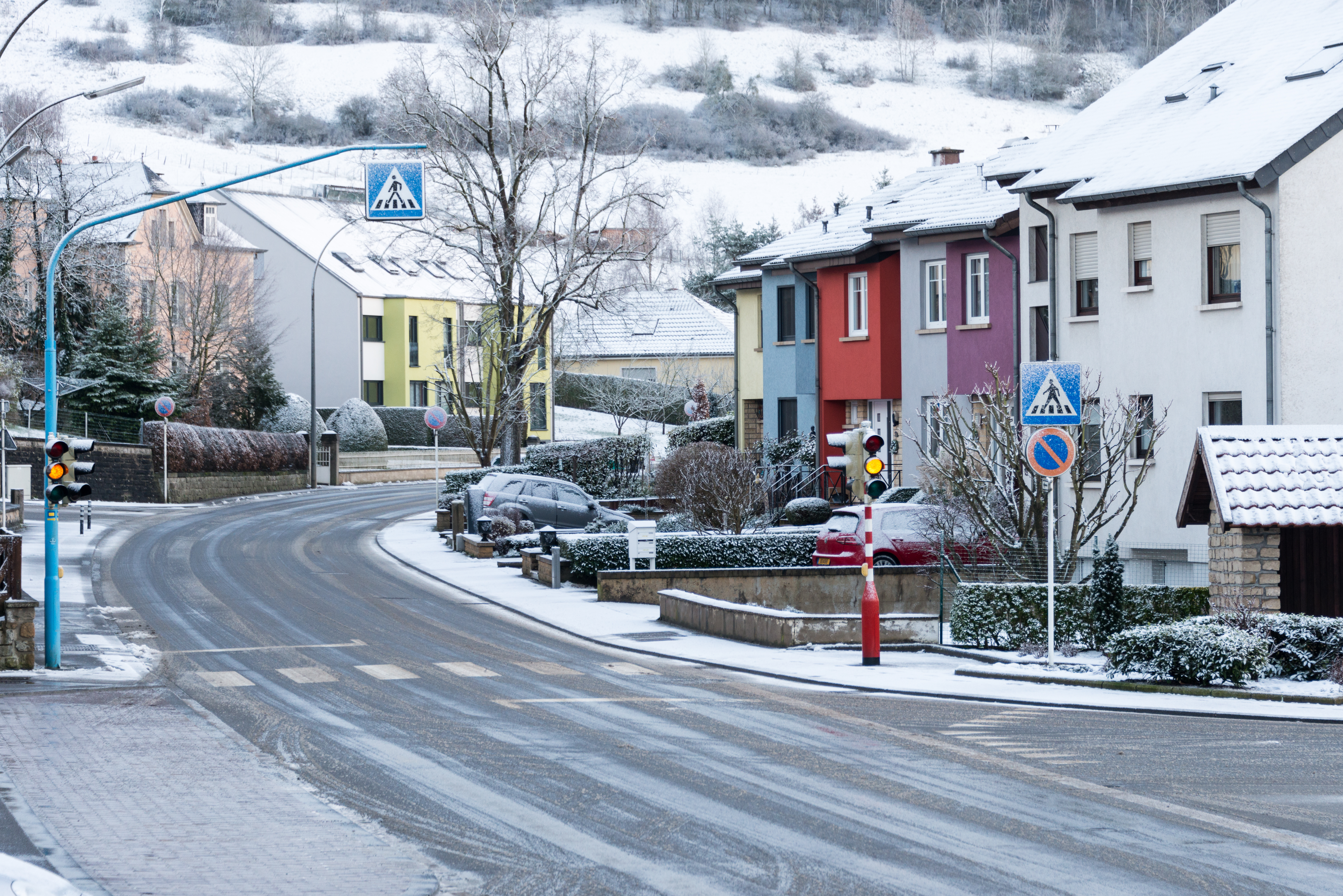
und die Ettelbrücker Straße in Biringen